# Rain of a Thousand Flames
Rain of a Thousand Flames é o quarto álbum da banda Rhapsody of Fire. Ele conta uma parte da Saga Emerald Sword, mas é um episódio paralelo que não é essencial para a história, ocorrendo logo após Dawn of Victory. Enquanto o Guerreiro do Gelo está fora, Akron usa a recém-adquirida Espada Esmeralda para devastar a terra. O álbum foi lançado com preço reduzido e é considerado um stop gap entre os principais lançamentos da banda.

## Lista de Faixas
Todas as letras escritas por Luca Turilli, todas as músicas compostas por Alex Staropoli, Luca Turilli, exceto quando indicado em "créditos".
| N.º            | Título                                | Duração |  |
| 1.             | "Rain of a Thousand Flames"           | 3:43    |  |
| 2.             | "Deadly Omen" (instrumental)          | 1:48    |  |
| 3.             | "Queen of the Dark Horizons"          | 13:42   |  |
| 4.             | "Tears of a Dying Angel"              | 6:22    |  |
| 5.             | "Elnor's Magic Valley" (instrumental) | 1:40    |  |
| 6.             | "The Poem's Evil Page"                | 4:04    |  |
| 7.             | "The Wizard's Last Rhymes"            | 10:37   |  |
| Duração total: | Duração total:                        | 42:00   |  |

## Créditos
- "Queen of the Dark Horizons" - o refrão é baseado no tema principal do filme de terror Phenomena, pela banda italiana de metal progressivo do ano de 1970, Goblin.
- "Elnor's Magic Valley" é baseado em uma música tradicional irlandesa chamada Cooley's Reel
- "The Wizard's Last Rhymes" - o refrão é baseado na música New World Symphony composto por Antonín Dvořák.

O vocal dos coros foram performados por Olaf Hayer, Oliver Hartmann e Tobias Sammet.
As faixas 4-7 juntas, formam Rhymes of a Tragic Poem - The Gothic Saga.

## Paradas
| Parada (2001) | Posição mais alta |
| ------------- | ----------------- |
| França (SNEP) | 117               |